# Richard Faltin
Richard Wilhelm Gottlieb Faltin, född 28 oktober 1867, död 23 augusti 1952, var en finlandssvensk kirurg. Han var son till tonsättaren Richard Faltin.

## Biografi
Faltin blev medicine doktor 1896, docent 1902 och extraordinarie professor i kirurgi 1917. Han var överläkare vid andra finska ambulansen under rysk-japanska kriget 1904–05 samt för Finlands Röda Kors ambulans under första världskriget 1914–17. Faltin var den kirurg som försökte rädda Nikolaj Bobrikov efter att generalguvernören hade skjutits av Eugen Schauman år 1904.
Richard Faltin tog initiativ till Röda Korsets blodtjänst och skapade Röda Korsets sjukhus, nuvarande Tölö sjukhus. Han var också med om att grunda Kirurgföreningen i Finland, som genom hans krav blev tvåspråkig.
Faltin var en produktiv forskare med 200 artiklar av vilka ca 150 var vetenskapliga. Bland hans många vetenskapliga skrifter märks åtskilliga angående urinvägarnas kirurgi samt skottskador och deras behandling.